# 小塩和人
小塩 和人（おしお かずと、1958年 - ）は、日本の歴史学者。専門はアメリカ史。上智大学教授。日本アメリカ学会清水博賞受賞。

## 人物・経歴
東京都杉並区生まれ。父はドイツ文学者の小塩節。1982年筑波大学人文学類西洋史専攻卒業、文学士。マサチューセッツ大学アマースト校大学院歴史学研究科修士課程修了、M.A.。1992年カリフォルニア大学サンタバーバラ校大学院歴史学研究科博士課程修了、Ph.D.。日本女子大学文学部教授を経て、上智大学外国語学部教授、ひこばえ学園理事長。2004年日本アメリカ学会清水博賞受賞。

## 著作
- "Urban water diplomacy : a policy history of the metropolitan water supply in the twentieth century Southern California" UMI, Dissertation Services 1992年
  - 『水の環境史 : 南カリフォルニアの二〇世紀』玉川大学出版部 2003年
- 『アメリカ環境史 = American environmental history』上智大学出版 2014年
- 『忘れられた米軍ハウス』上智大学出版 2024年

### 編著ほか
- 御厨貴と共著『忘れられた日米関係 : ヘレン・ミアーズの問い』ちくま新書 1996年
- 『豊かさと環境』秋元英一と共編著、ミネルヴァ書房 2006年
- 『アメリカ・カナダ』（岸上伸啓と共編）朝倉書店 2006年